# Worst-Case Scenario
A Worst-Case Scenario a magyar Blind Myself együttes harmadik nagylemeze. Az album 2004-ben jelent meg a Hammer Music alkiadójaként működő Edge Records gondozásában. A hangszeres részeket ismét a HSB Stúdióban rögzítették Hidasi Barnabás irányításával, az énektémák felvételét azonban ifj. Straub Dezső felügyelte a Grape Stúdióban. Ezen a lemezen mutatkozott be az új gitáros, Szalkai Tibor, és tért vissza a korábbi dobos, Ivánfi Dániel. A fő dalszerzők Szalkai és a basszusgitáros Kolozsi lettek, a szövegírásba pedig az énekes Tóth Gergő testvére Tóth Dávid is besegített.
Az előzőnél kevésbé kaotikus albumról a Wise-Men of the West című dalra forgattak videóklipet. Ezen a lemezen játszott utoljára Kolozsi Péter basszusgitáros.

## Az album dalai
1. One Day
2. Worst-Case Scenario
3. Left Hand Paints
4. Wise-Men of the West
5. MAERD (Tunnel)
6. March of Clowns
7. Labyrinth
8. Bullets
9. Budapest (Tunnel)
10. The Chase
11. Phantoms of the Past
12. Small Characters

## Közreműködők
- Tóth Gergely – ének
- Szalkai Tibor – gitár, ének
- Kolozsi Péter – basszusgitár, ének
- Ivánfi Dániel – dob